# Crime e Castigo
Crime e Castigo (em russo, Преступление и наказание, Prestuplênie i nakazánie) é um romance do escritor Fiódor Dostoiévski, publicado na revista literária O Mensageiro Russo durante doze edições mensais ao longo do ano de 1866. Posteriormente, foi publicado em volume único. É o segundo romance de Dostoiéviski, escrito após seu exílio de dez anos na Sibéria. Crime e Castigo é considerado o primeiro grande romance do seu período de escrita "maduro". O romance é frequentemente mencionado como uma das maiores obras da literatura universal.
O romance se baseia numa visão sobre religião e existencialismo com um foco predominante na ideia de atingir salvação por meio do sofrimento, ao que o autor envolve algumas questões acerca do socialismo e do niilismo.
Os personagens do romance, assim como suas caracterizações e personalidades, bem como em outras obras de Fiódor Dostoiévski, inspiraram pensamentos filosóficos, sociológicos e psicológicos da segunda metade do século XIX e também no século XX. Tendo como influenciados declarados Nietzsche, Sartre, Freud, Orwell, Huxley, dentre outros.
Os traços autobiográficos particularmente evidentes, como a adoração pela mãe, o vício do jogo (também explorado pelo autor em O Jogador) e a fidelidade psicológica da narrativa acompanhada pelos traços estilísticos do autor, colocaram esta obra entre as maiores da história da literatura universal e, certamente, junto com Os Irmãos Karamazov, garantiram a Fiódor Dostoiévski a posição de maior escritor russo da história em conjunto com Lev Tolstoy.
"Crime e Castigo é um livro estranho, porque por trás dele existe uma teoria repugnante, defendida pelo protagonista: a de que certos homens superiores têm direito de matar pelo bem da humanidade. Essa teoria dos homens superiores é perigosa [...] O personagem Raskólnikov publica essa sua tese de que indivíduos extraordinários têm 'direito ao crime' pelo bem da humanidade no jornal Discurso Semanal."

## Enredo
O personagem principal, apesar de ex-estudante de Direito, é um homem extremamente pobre e que vive angustiado pela sombra de fazer algo importante. Ele divide os indivíduos em ordinários e extraordinários, numa tentativa de explicar a quebra das regras em prol do avanço humano. Seguindo esse preceito, o personagem planeja e concretiza, em meio a uma luta com sua consciência, a morte de uma agiota.
Antes de fugir da cena do crime, porém, Raskólnikov também comete, a contragosto, levado apenas pela situação de surpresa, o assassinato de Lizavieta, irmã da velha agiota, pois ela havia aparecido no local inopinadamente.
Raskólnikov rouba algumas joias, mas não chega a usufruir desse ganho e, sentindo-se arrependido, enterra-as sob uma pedra.
Após tal fato e seus desfechos, o romance relata de maneira detalhista os dramas psicológicos sofridos pelo autor do homicídio.
Diversas histórias se desenvolvem de maneira paralela à principal, entre elas um romance da irmã do personagem Raskólnikov e as relações do protagonista com Sônia, filha de um funcionário público a quem ele doou dinheiro.
Apesar de investigar Raskólnikov, a polícia termina por prender um inocente que se intitulou culpado devido à pressão que sofria. Entretanto, o personagem por fim confessa o crime que cometera. A confissão deveu-se, principalmente, à enorme influência de Sônia, que, antes disso, compartilha com Raskólnikov a descrição da ressurreição de Lázaro, contida no Novo Testamento.
No decorrer da história, Raskólnikov conta à Sônia sobre o crime que cometeu, e sua irmã fica sabendo por uma terceira pessoa o que ele havia feito. Visto o fato, o tamanho do crime que ele cometera e as pessoas que sabiam e desconfiavam do ocorrido, mais parecia que não eram as pessoas que o importunavam, mas a sua consciência que sufocava, esfacelava seu íntimo. Mostras de que ele não fazia parte do grupo dos extraordinários, indivíduos nos quais ele considerava capazes de cometer quaisquer crimes, ou infringir regras sem culpa alguma.
Por fim, Raskólnikov é preso. Porém, devido à sua confissão, arrependimento e falta de antecedentes criminais, sua pena acaba por ser reduzida a oito anos em uma cadeia na Sibéria. Durante tal período, Sônia, personagem que a partir de certo momento segue Raskólnikov em todas as situações, manteve-se muito presente, servindo até mesmo de mensageira a sua família em São Petesburgo.

## Traduções para o português
Décadas atrás, a tradução de livros escritos em idiomas distantes do português era feita por intermédio de línguas como o francês, inglês e espanhol, o que se denomina tradução indireta, o que provocou alterações substanciais no conteúdo final dos textos que circulavam em português; por exemplo, os tradutores franceses tinham por hábito modificar os textos para torná-los mais interessantes para o público. A princípio, Crime e Castigo chegou ao Brasil a partir de várias edições que plagiavam a tradução portuguesa de Câmara Lima. Em 1949, é publicada a primeira tradução brasileira do livro, de autoria de Rosário Fusco, tradução indireta a partir do francês. Em 1963, a tradução a partir do francês de Natália Nunes, lusitana, foi adaptada à variante brasileira por Oscar Mendes. Em 2001, a Editora 34 lançou a primeira tradução direta do russo para o português, com autoria de Paulo Bezerra.

## Ligações internas
- «Crime e Castigo»(em inglês)
- Crime e Castigo - Versão mobile em português-brasileiro (em português)
- «Texto completo de Crime e Castigo no russo original»